# ابوشلوتن (ادا اومليل)
ابوشلوتن هو دُوَّار يقع بجماعة سيدي أحمد أومبارك، إقليم الصويرة، جهة مراكش آسفي في المملكة المغربية. ينتمي الدوّار لمشيخة ادا اومليل التي تضم 15 دوار. يقدر عدد سكانه بـ 125 نسمة حسب الإحصاء الرسمي للسكان والسكنى لسنة 2004.

## روابط خارجية
- البوابة الوطنية للجماعات الترابية
- المندوبية السامية للتخطيط